# Constantí I de Geòrgia
Constantí I de Geòrgia fou rei del 1407 al 1411. Va néixer cap al 1369, i era el segon fill de Bagrat V el gran (que el va tenir amb Anna) Fou ambaixador davant Tamerlà, enviat pel seu pare, del 1401 al 1402.
Va pujar al tron succeint al seu mig germà Jordi VII que havia mort lluitant contra els turcmans. Ell mateix els va combatre i va córrer la mateixa sort, quedant greument ferit a una batalla prop de l'Araxes contra els turcmans Kara-Qoyunlu, abans del 7 de desembre del 1411 en què va morir de les ferides.
El 1408 va associar al tron als seus tres fills Alexandre, Bagrat i Jordi.
El va succeir el seu fill gran Alexandre I.